# Coulonges, Charente-Maritime

Coulonges este o comună în departamentul Charente-Maritime, Franța. În 1 ianuarie 2022 avea o populație de 227 de locuitori.